# Cherbourg-Octeville
Cherbourg-en-Cotentin, do roku 2016 Cherbourg-Octeville, je město a přístav na severozápadě Francie v departmentu Manche, regionu Normandie a na pobřeží Lamanšského průlivu. Cherbourg-Octeville vzniklo v roce 2000 spojením měst Cherbourg a Octeville. Spojením s dalšími čtyřmi obcemi v roce 2016 byl název města změněn na Cherbourg-en-Cotentin. V roce 2018 zde žilo 79 144 obyvatel.
Město se nachází v severní, pobřežní části poloostrova Cotentin, což je část Normandie, která je známa svým zemědělstvím, rybolovem, turistikou a také spojitostí s historií druhé světové války. V červnu 1944 zde proběhla bitva mezi americkou a německou armádou. Narodil se zde herec Jean Marais. Přístav v Cherbourgu je druhým největším umělým kotvištěm na světě. Po brexitu stoupl význam zdejšího přístavu jako spojnice s Irskem.

## Geografie
Sousední obce: Tourlaville, Équeurdreville-Hainneville, La Glacerie, Martinvast, Nouainville a Sideville.

## Demografie
Počet obyvatel

## Osobnosti
- Roland Barthes (1915–1980), literární kritik a teoretik, filozof a sémiotik
- Victor Grignard (1871–1935), chemik, nositel Nobelovy ceny
- Émilie Loitová (* 1979), tenistka
- Jean Marais (1913–1998), herec
- Henry Moret (1856–1913), malíř
- Lise de la Salle (* 1988), pianistka
- Georges Sorel (1847–1922), filozof a anarchistický teoretik revolučního syndikalismu, tzv. anarchosyndikalismu

## Partnerská města
- Bremerhaven, Německo, 1961
- Coubalan, Senegal, 2001
- Poole, Spojené království, 1977
- Sarh, Čad, 2001